# Постоянная Фарадея
Постоя́нная Фараде́я (число Фарадея) {\displaystyle F} — одна из фундаментальных физических постоянных, определяющая соотношение между электрохимическими и физическими свойствами вещества. Для постоянной Фарадея {\displaystyle F} справедливо соотношение:
{\displaystyle F=e\cdot N_{\text{A}},}
где {\displaystyle e} = 1,602 176 634 × 10−19 Кл (точно) — элементарный электрический заряд, 
{\displaystyle N_{\text{A}}} = 6,022 140 76 × 1023 моль−1 (точно) — постоянная Авогадро.
В единицах Международной системы единиц (СИ) постоянная Фарадея в точности равна F = 96 485,332 123 310 0184 Кл/моль. Точное численное значение постоянной Фарадея следует из точно установленных (не измеренных в физическом эксперименте с конечной погрешностью, а определённых соглашением) численных значений заряда электрона и постоянной Авогадро. Это соглашение действует с 2019 года, после изменения определений основных единиц СИ, когда все определения стали привязаны только к значениям фундаментальных физических констант.
Постоянная Фарадея входит в качестве константы во второй закон Фарадея (закон электролиза), уравнение Нернста.
Физический смысл постоянной Фарадея: электрический заряд 1 моля электронов (или других однозарядных частиц, например ионов Na+).
Названа в честь английского физика Майкла Фарадея (1791—1867), внёсшего большой вклад в исследование электричества.
Коэффициент перехода между значениями таких единиц измерения, как один электрон-вольт на частицу (эВ/частица) и один джоуль на моль (Дж/моль), численно равен константе Фарадея, но имеет другую размерность. Причина этого состоит в том, что электрон-вольт определяется как энергия, необходимая для перемещения элементарного заряда вдоль пути с разностью потенциалов 1 В, а моль состоит из частиц в количестве, численно равном числу Авогадро. Поэтому 
1 эВ/частица = 96 485,332 123 310 0184 Дж/моль.